# Sant'Egidio (Ferrara)
Sant'Egidio è una frazione di Ferrara che conta circa 1 036 abitanti, facente parte della Circoscrizione 2. Il borgo dista circa 9 km a sud dalla città.

## Storia
Si hanno notizie del piccolo borgo già dal 1300. Anticamente era denominata San Zilio (ancora oggi è popolarmente chiamata San Zili). Il primo oratorio del quale si abbia notizia sorgeva a destra del Po di Primaro, di fronte alla parrocchia di Gaibana, ed era dedicato a San Michele. Nel XVI secolo Ercole I d'Este realizzò la prima bonifica e fece costruire l'argine del cavo ducale a sbarramento delle acque bolognesi, ma l'assetto fondiario era ridotto a pochi latifondi di proprietà ecclesiastica o di ricche famiglie ferraresi. Il terreno coltivabile era ridotto e il rimanente terreno era costituito da prati, boschi, canne e acqua.
Le opere di bonifica cominciarono a richiamare gente a Sant'Egidio (nel 1731 gli abitanti erano 393 e salirono a 566 tre anni dopo). Nel 1883 fu costruita la strada comunale che presso la Villa Gulinelli si biforca verso Marrara. La strada Pandolfina invece era impraticabile da maggio a ottobre, solo con il tempo si ottenne che il fondo fosse sistemato a sabbia per raggiungere il Santuario del Poggetto. Due ponti in mattoni permettevano di collegare le due sponde del Po di Primaro, il ponte Gatti Casazza in prossimità di Gaibana, che fu liberato dal pedaggio nel 1872, ed il ponte Principe Pio di Savoia, conosciuto come ponte di Sant'Egidio, che fu liberato dal pedaggio solo nel 1900. Finalmente, dopo varie istanze, nel 1885 si apriva la scuola elementare che nel 1893 aveva 34 alunni e un anno dopo 60.

## Monumenti e luoghi d'interesse
- Chiesa di Sant'Egidio: in antiche pergamene che si riferiscono ai beni delle suore benedettine si trova la frase "Ecclesia S.Michaelis S.Aegidi Gaibanae"; questo può far pensare che mentre la chiesa era dedicata a San Michele, il territorio fosse chiamato Sant'Egidio, per cui in seguito si usò il nome di Egidio per la borgata e la chiesa. Non si sa con certezza quando sia stata demolita la chiesa di San Michele e costruita quella dedicata a Sant'Egidio (probabilmente prima del 1600). La chiesa attuale ha la facciata in stile romanico che risale al 1837. Ha tre navate e la pala dell'altare maggiore rappresenta la vergine in trono con ai suoi piedi il patrono Sant'Egidio in abito pontificale, mitra e pastorale, e Santa Lucia co-prottettrice. Di fronte alla chiesa è presente un monumento ai caduti.

- Santuario del Poggetto: il santuario della Beata Vergine dell'Annunciazione nel Poggetto si trova su di un piccolo poggio a 2,40 metri al di sopra del terreno circostante e fa parte della chiesa parrocchiale di Sant'Egidio. È da sempre meta di pellegrinaggi e luogo di meditazione. Antiche storie riportano che già negli anni intorno al 1000 fosse diffuso il culto della Vergine raffigurata in un'antica immagine, forse in terracotta, che svettava appunto sul poggio immersa nel bosco (di cui oggi non resta che il nome) e circondato dalle acque stagnanti a

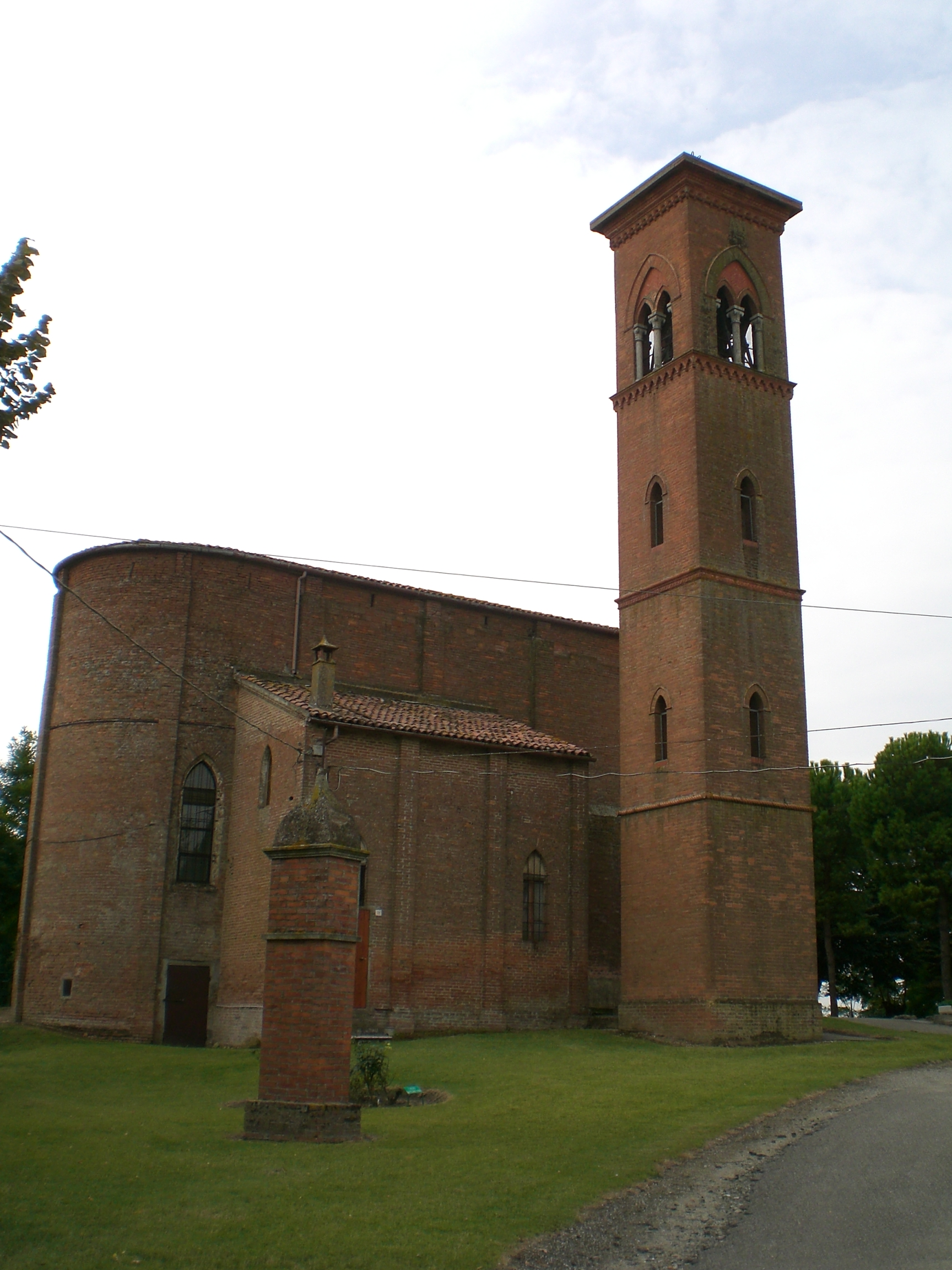
Particolare dell'abside e del campanile del Poggetto

causa delle frequenti inondazioni. La prima memoria scritta risale ad un documento del 1317 nel quale si indica che il conte Uguccione di Galliera donò alla chiesa del Poggetto un tratto di terreno. Del Poggetto si parla anche in un censo del 1426, nella visita del Beato Giovanni da Tossignano nel 1434 ed in varie visite di vescovi in cui si accennano sempre i miracoli avvenuti. Anche grazie a questi il culto della Madonna si diffuse sempre di più; lo storico Guarino Guarini annota che nel 1621 l'afflusso dei fedeli era straordinario, specialmente in quaresma e nel mese di maggio. Nel 1894 la piccola chiesa fu ingrandita, fu innalzata la facciata in stile gotico lombardo, la lunetta della porta fu ornata con un architrave di legno intagliato e con una tavola dipinta a olio dal pittore ferrarese Adolfo Magrini. All'interno, sopra all'unico altare, vi è l'antica immagine di Maria che regge sul ginocchio destro il bambino con le braccia aperte e la destra benedicente. Questa opera è stata attribuita a Sebastiano Filippi da Carpi, detto "il Bastianino". La cerimonia solenne dell'incoronazione avvenne il 15 settembre 1901 grazie all'iniziativa di Mons. Giuseppe Zanardi, prima cappellano a Sant'Egidio e poi docente di filosofia a Ferrara. La preziosa icona in terracotta venne perduta il 26 aprile 1945 quando alcuni soldati tedeschi in fuga incendiarono il santuario e le case vicine. Il dipinto della Madonna invece venne salvato grazie all'intervento di due ferraresi. Nel 1933 venne costruito il campanile alto 26 metri e contenente cinque campane al suo interno. All'esterno del santuario, nell'ampio ed alberato parco sono stati eretti 15 capitelli con i misteri del rosario ed una monumentale croce di marmo alta quattro metri.
- Villa dei conti Filangieri: antica villa nobiliare del Cinquecento. Per riuscire a visitarla è necessario addentrarsi nei viali tra gli alberi secolari. Nel Seicento apparteneva ai frati di San Domenico e venne incamerata con le adiacenze all'epoca della Rivoluzione francese; passò poi col vasto latifondo vicino, al ferrarese conte Masi. Verso il 1880 non fu difficile al proprietario di allora, conte Luigi Gulinelli, valente agricoltore quanto rinomato allevatore di pregiate razze equine, trasformarla nell'inglese "Colonial style" innalzandovi attorno le depandances e creando un ambiente suggestivo e signorile. Vi fanno parte oltre quattro ettari di terreno ricoperti fin dal XVI secolo da selve, prati, sequoie, magnolie, mentre i viali bordeggiati di rose portano al laghetto tra cedri e salici piangenti. Un antico e gigantesco noce si leva altissimo, forte del suo tronco di 150 centimetri.

## Festività e manifestazioni
Tutte le domeniche di maggio a sant'Egidio si svolge "Maggio al Poggetto": gastronomia, musica e attività all'aperto (soprattutto dedicate ai bambini) nella cornice del grande parco del santuario.
Tra la fine di agosto e l'inizio di settembre si tiene invece la tradizionale sagra di sant'Egidio Abate, mentre a metà luglio circa si tiene "Festegidio", un festival di musica a cui partecipano gruppi ferraresi affermati ed emergenti.